# Залах (річка)
Залах (нім. Saalach, інші назви Spielbach, Saalach-Bach, Salzburgische Saale) — річка в Німеччині та Австрії, річковий індекс 1866. Площа басейну річки становить 1161,43 км². Довжина річки 103 км. Висота витоку 2000 м. Висота гирла 408 м, Перепад висоти 1770 м. Є східним кордоном Баварських Альп.

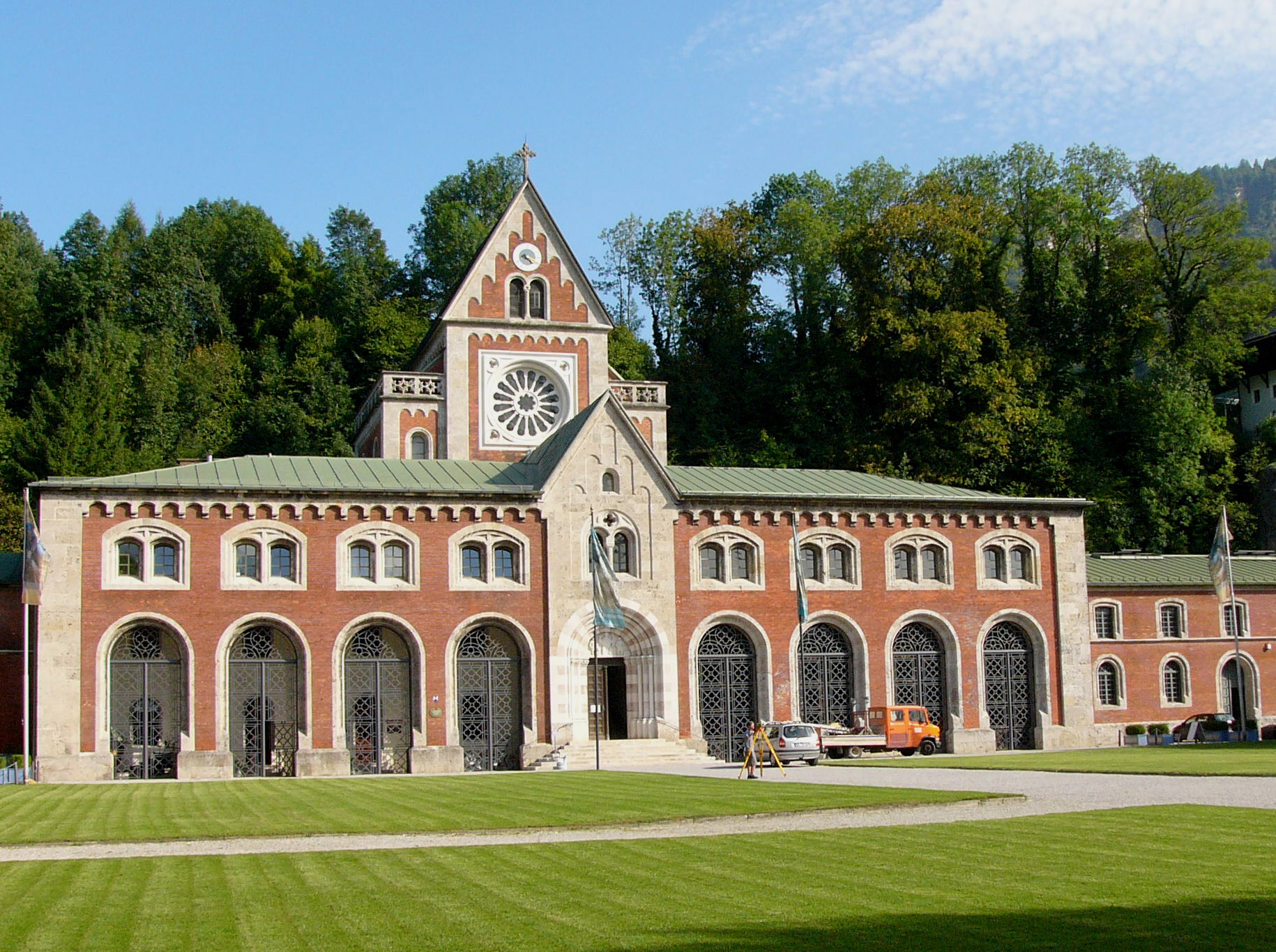
Стара солеварня

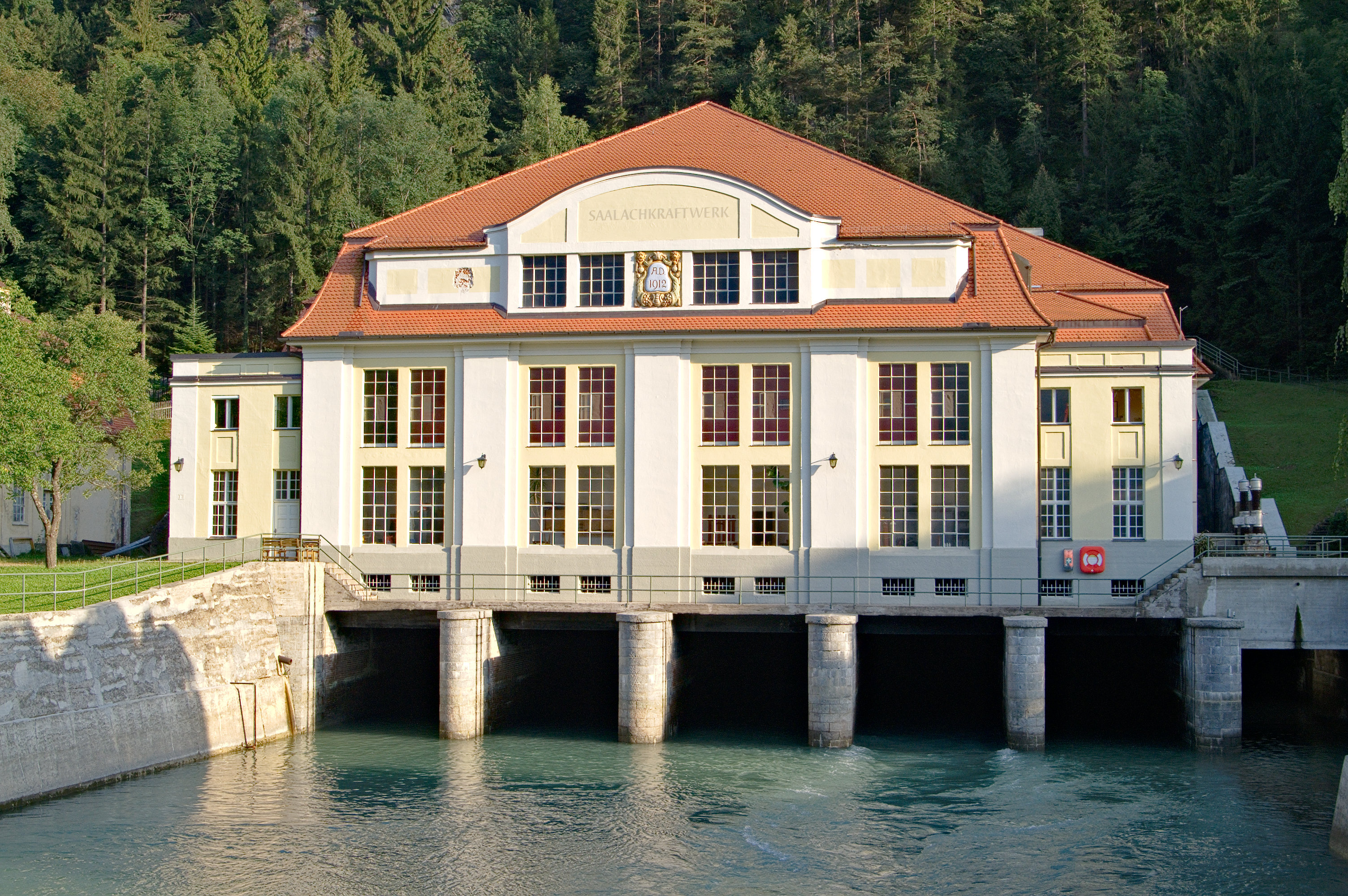
Електростанція

В околицях Бад-Райхенхалля, розташованого в долині Залаха, знаходиться здавна відоме родовище солі. Біля так званої Старої солеварні (нім. Alte Saline), побудованої в 1840 році, сіль добувалася аж до 1926 року. Для роботи солеварні використовувався ліс, що сплавлявся по Залаху з Австрії. Після закриття старої солеварні в ній відкрився музей солі. Згодом була побудована нова солеварня , для якої використовується енергія райхенхаллськой ГЕС.